# Сен-Годенс (округ)
Сен-Годе́нс (фр. Saint-Gaudens) — округ (фр. Arrondissement) во Франции, один из округов в регионе Юг-Пиренеи. Департамент округа — Верхняя Гаронна. Супрефектура — Сен-Годенс.
Население округа на 2006 год составляло 75 209 человек. Плотность населения составляет 35 чел./км². Площадь округа составляет всего 2140 км².